# Laura Giuliani
Laura Giuliani (ur. 13 czerwca 1991 w Pinerolo) – włoska piłkarka, grająca na pozycji bramkarza.

## Kariera piłkarska

### Kariera klubowa
Wychowanek klubu S.S. La Benvenuta. W 2009 rozpoczęła karierę piłkarską w Como 2000. W 2012 przeniosła się do Niemiec, gdzie potem występowała w klubach FSV Gütersloh 2009, HSV Borussia Friedenstal, 1. FC Köln i SC Freiburg. W lipcu 2017 podpisała kontrakt z nowo utworzonym Juventusem Women.

### Kariera reprezentacyjna
7 kwietnia 2013 debiutowała w narodowej reprezentacji Włoch w meczu przeciwko Austrii. Wcześniej broniła barw juniorskiej i młodzieżowej reprezentacji.

## Sukcesy i odznaczenia

### Sukcesy piłkarskie
Juventus Women
- mistrz Włoch: 2017/18